# Adelia (Oper)
Adelia o La figlia dell’ armiere ist eine Oper (Originalbezeichnung: „Melodramma serio“) in drei Akten von Gaetano Donizetti. Das Libretto verfassten Felice Romani und Girolamo Maria Marini. Die Uraufführung fand am 11. Februar 1841 im Teatro Apollo in Rom statt. Die Titelrolle sang Giuseppina Strepponi.

## Handlung
Die Oper spielt zu Beginn des 14. Jahrhunderts in der herzöglichen Residenz Péronne (Perona).

### Erster Akt
Platz in Perona
Die Bürger der Stadt erwarten den Herzog und seine Truppen, darunter auch der Bogenschütze Arnoldo, aus einer siegreichen Schlacht zurück. Da bemerken ein paar Bürger, wie der junge Graf Oliviero heimlich das Haus Arnoldos verlässt. Gleich nach seiner Ankunft berichten sie Arnoldo, dass seine Familienehre geschändet sei. Für Arnoldo bricht eine Welt zusammen, und er beschließt, den jungen Mann beim Herzog zu verklagen. Adelia hofft, ihren Vater von den ehrlichen Absichten Olivieros überzeugen zu können.
Arnoldo klagt Oliviero vor dem Herzog öffentlich an, die Ehre seiner Tochter geraubt zu haben. Obwohl der junge Mann seine Unschuld beteuert, wird er vom Herzog zum Tod verurteilt. Da die Familienehre nur durch eine Vermählung wiederhergestellt werden kann, besteht Arnoldo auf einer Hochzeit der beiden Verliebten. Er erinnert den Herzog an ein Versprechen, das er ihm einmal gegeben hatte: ihm für seine Verdienste einen beliebigen Wunsch zu erfüllen. Der Herzog willigt ein, plant aber, den jungen Grafen gleich nach der Hochzeit hinrichten zu lassen.

### Zweiter Akt
Kabinett im herzoglichen Palast
Voller Freude bereitet sich Adelia im Palast auf ihre Hochzeit vor. Oliviero kommt hinzu und erzählt vom Schafott, das eben im Hof aufgebaut wird, aber Adelia kann ihn beruhigen.
Zimmer im herzoglichen Palast
Kurz darauf wird Adelia durch einen Freund Olivieros schriftlich über den Plan des Herzogs informiert. Sie erkennt, dass die Hinrichtung nur verhindert werden kann, wenn das Versprechen des Herzogs nicht ausgeführt wird und beschließt, dem Geliebten ihre Hand zu verweigern. Sie hofft auf die Hilfe ihres Vaters, dem jedoch die Wiederherstellung der Familienehre wichtiger ist. Er droht ihr mit dem Tod, falls sie sich dem Plan des Herzogs widersetzen sollte. Als sie standhaft bleibt, bringt er es doch nicht fertig, seine Tochter zu erdolchen und bricht in Tränen aus. Von Mitleid überwältigt, fügt sich Adelia. Ihr Vater redet ihr ein, Oliviero liebe sie gar nicht mehr. Widerwillig nimmt Adelia ihren Platz im Hochzeitszug ein.

### Dritter Akt
Quartier der Bogenschützen und anderer Militärgruppen
Die Bogenschützen preisen ihre Tapferkeit, als sie zum Herzog gerufen werden: Sie werden bei der geplanten Hinrichtung Olivieros gebraucht.
Großer Saal im herzoglichen Palast
Oliviero deutet Adelias Widerstand bei der Hochzeit als erloschene Gefühle. Als er zur Hinrichtung geführt wird, merkt er, wie er getäuscht worden ist. Adelia ist dem Zusammenbruch nahe. Da kommt die Meldung, der Herzog habe seine Meinung geändert. Tatsächlich schenkt er Oliviero das Leben und erhebt Arnoldo in den Adelsstand, so dass die Ehe rechtsgültig wird. Wieder verliert Adelia fast den Verstand, diesmal vor Freude.

## Musiknummern
Erster Akt
1. Sinfonia
2. Introduzione: Andante
3. Della torre ascoltate la squilla
4. Osservaste? Uno straniero
5. Siam giunti
6. O figlia! Il primo amplesso
7. Era pura, come in cielo
8. Ma… vendetta!
9. Ei corre al Duca
10. Che fia? – Vicini!
11. Fui presaga; ah! tu lo vedi…
12. Vieni. A cimento estremo
13. Amo, ed amata io sono
14. Viva all’amor de popoli
15. Miei prodi, è vostro il merito
16. Ciel!… che veggio!
17. Io l’amai del primo istante
18. Se funesto a’ giorno suoi
19. In questo foglio
20. Ah! Viva il Duca

Zweiter Akt
1. Scegli. – Di perle candide
2. Questo di bisso
3. Ah! non è, non è tal nome
4. Adelia! – Sposo mio
5. Tutto di te sollecito
6. Nelle tue braccia vivere…
7. E sgombro il loco ancora…
8. Un foglio a me!…
9. Ove ten’ vai?
10. Ah no, non posso
11. Ardon le tede
12. Vieni: a’ miei voti arrenditi
13. Volgi alfin al sacro rito
14. Sil campo dell’ onor

Dritter Akt
1. Silenzio. All’ alto gioir vostro imporre
2. Che fia di me!
3. Olivier… – la tua spada…
4. Ah! mi lasciate
5. Ah le nostr’anime
6. Sgombra il duolo
7. Adelia mia

## Werkgeschichte

### Entstehung
Über seinen Schwager Antonio Vasselli kam Donizetti mit dem römischen Impresario Vincenzo Jacovacci (1811–1881) in Kontakt, der ihn mit einem neuen Werk beauftragte. Das Projekt gestaltete sich als schwierig: Die Zensur und Jacovacci konnten sich nicht darauf einigen, welches Libretto denn nun vertont werden sollte. Donizetti schlug vor, einen der beiden bekanntesten Librettisten Ferretti oder Marini mit der Ausarbeitung einer Handlung zu beauftragen. Er selbst kehrte nach Paris zurück, wo er an einem seiner früheren Werke weiterarbeitete, aus der später La favorite werden sollte. Trotzdem fand er Zeit, an seinem neuen Werk für Rom weiterzuarbeiten, so dass die Oper am 25. September 1840 zur Hälfte geschrieben war. Donizetti hatte sich für das Libretto La figlia dell’ arciere von Felice Romani entschieden, das bereits 1833 von Carlo Coccia vertont worden war und auf dem französischen Stück Adèle de Lusignan ou La fille de l’archer basierte. Da Jacovacci einen anderen Schluss wollte, versuchte Donizetti, seinen Freund Romani dazu zu bewegen, ihm den dritten Akt seines Librettos zu überlassen. Dazu kam es aber aus unbekannten Gründen nicht und Donizetti musste auf einen Text von Girolamo Maria Marini (1801–1867) zurückgreifen.
Mitte Dezember 1840, nach der Premiere der Favorite reiste Donizetti mit dem vollendeten dritten Akt nach Rom, wo er zwei Wochen später eintraf.

### Uraufführung
Die Uraufführung am 11. Februar 1841 im Teatro Apollo in Rom dirigierte der erste Violinist Emilo Angelini. Das Bühnenbild stammte von Gaetano Roversi und die Choreografie von Domenico Ronzani. Die Titelrolle sang Giuseppina Strepponi. Die übrigen Solisten waren Filippo Valentini (Carlo), Lorenzo Salvi (Oliviero), Ignazio Marini (Arnoldo), Pietro Gasperini (Comino), Clementina Baroni (Odetta) und Luigi Fossi (Knappe).
Am Tag der Premiere hatte sich eine große Menschenmenge erwartungsvoll vor dem seit Tagen ausverkauften Teatro Apollo versammelt; selbst Donizetti konnte sich nur noch auf dem Schwarzmarkt eine Eintrittskarte besorgen. Da jedoch ein Theaterangestellter oder Jacovacci selber zusätzliche  Eintrittskarten verkauft hatten, überstiegen die verkaufen Karten die Anzahl der Plätze bei weitem. Es kam im und vor dem Theater zu tumultartigen Szenen, in denen die Musik fast völlig unterging; die draußen Stehen verlangten brüllend Einlass, die Besucher im Innern schrien nach Ruhe.  Die Eröffnungschöre und die anschließende Bass-Cavatina konnten noch aufgeführt werden, dann aber gaben die Primadonna Giuseppina Strepponi und das Orchester auf, worauf der Radau erst richtig losging. Die folgenden Aufführungen verliefen ruhiger, und nach und nach sprach sich die Schönheit der Musik herum. Jacovacci wurde festgenommen und erst gegen Kaution wieder freigelassen.

## Diskographie
- 2007: Gustav Kuhn; Michael Sburlati, Hermine Haselböck, David Sotgiu, Andrea Silestrelli
- 1998: John Nesching; Mariella Devia; Octavio Arvalo, Stefano Antonucci, Boris Martinovic[3]